# 塞維澤姆·歐內斯廷·雷凱基
塞維澤姆·歐内斯廷·雷凱基（英語：Sevidzem Ernestine Leikeki）（生於 1985 年）是一位來自喀麥隆西北地區的氣候和性別活動家，也是喀麥隆性別與環境觀察的創始人。2021 年被評為 BBC 100 名女性名單巾幗百名，表彰「創造持久變革的女性」。 2010 年，她在喀麥隆西北部致力於制止兒童販運。 她參與了 2021 年格拉斯哥聯合國締約方理事會氣候變遷活動、「聯合國氣候變化綱要公約第26次締約方會議」（COP26）， 並於 2019 年年和 2021 年榮獲變革性解決方案性別正義氣候解決方案獎。

## 早期生活與職業
雷凱基出生於 1985 年，有四個孩子。她的社區位於森林和農田地區，提供木柴，但面臨著貧困。她是一名倡議者，致力於環境保護和賦予女孩和婦女權力方面的性別平等。 雷斯基取得雅溫德第二大學普通法學士學位。
雷斯基是一位氣候與性別倡議者，參與帶來經濟利益和機會以及環境教育的氣候活動。這包含植樹、有關蜂蠟萃取和釀造蜂蜜酒以及蜂蠟清潔劑和乳液的教育。她說「蜂蜜等於收入，等於就業，等於性別平等，等於保護」。她致力於賦予女孩和婦女權力，以實現永續發展。
至 2020 年，她的組織已經種植了 86,000 棵樹，用於緩解氣候變遷並提供環境教育。 她的計畫旨在倡導婦女和女孩的社會經濟和環境權利，並且為女性發聲。 她的組織—喀麥隆性別與環境觀察 (CAMGEW （页面存档备份，存于）) 也幫助婦女擺脫家庭暴力，並已幫助了 800 位女性。

## 媒體露出
雷斯基於 2010 年在 TED 發表演講，主題為「『森林世代』，與大自然和諧相處」。 她是全球景觀論壇的發言人， 並因其環境和氣候變遷工作而出現在媒體上。

## 獎項
- 2021 年 BBC 100 名女性名單巾幗百名 [11]
- 2021 年 性別公平氣候解決方案獲勝者 [4]
- 2019 年 性別公平氣候解決方案獲勝者 [3]